# Jean Sony Alcénat
Jean Sony, né le 23 janvier 1986 à Port-au-Prince (Haïti), est un footballeur international haïtien qui joue au poste d'arrière droit.

## Biographie

### Carrière en club
Considéré comme le meilleur joueur haïtien de sa génération[réf. nécessaire], Jean Sony – surnommé Tiga – fait ses débuts en Ligue haïtienne avec le club de l'Aigle Noir au sein duquel il remporte le tournoi de clôture du championnat national en 2006.
En 2008, il s'expatrie au Portugal, afin d'évoluer au Leixões SC. Prêté à Rio Ave lors de la saison 2011-2012, Jean Sony signe en août 2012 avec l'équipe du FC Petrolul Ploiești, en Roumanie. Troisième du championnat en 2013, qualifié pour la Ligue Europa, Tiga devient, après seulement une saison, l'une des pièces maîtresses d'une formation qui, il y a encore un an, jouait le maintien. Comme conclusion d'une saison réussie, il remporte la Coupe de Roumanie, son premier trophée en terre étrangère.
Le 11 juin 2015, il s'engage avec le Steaua Bucarest pour une durée de trois saisons. Néanmoins, il ne réussit pas à s'imposer au sein du club phare de Roumanie et, après une parenthèse au FC Voluntari, il revient en 2016 au Portugal, au CD Feirense.

### Carrière en équipe nationale
International haïtien depuis 2006, Jean Sony Alcénat compte 66 capes avec les Grenadiers pour 7 buts marqués. Il participe notamment aux qualifications pour les Coupes du monde de 2010, 2014 et 2018 avec un total de 15 matchs joués sur l'ensemble de ces éliminatoires.
Au niveau régional, il a l'occasion de disputer les Gold Cup de 2007, 2013 et 2015. Il est également retenu dans le groupe des sélectionnés pour la Copa América Centenario dont il ne joue qu'un seul match, le 8 juin 2016, contre le Brésil, qui se solde par une défaite cuisante de 7 buts à 1.
Buts en sélection
| Buts en sélection de Jean Sony Alcénat | Buts en sélection de Jean Sony Alcénat | Buts en sélection de Jean Sony Alcénat                     | Buts en sélection de Jean Sony Alcénat | Buts en sélection de Jean Sony Alcénat | Buts en sélection de Jean Sony Alcénat | Buts en sélection de Jean Sony Alcénat |
|                                        | Date                                   | Lieu                                                       | Adversaire                             | Score                                  | Résultat                               | Compétition                            |
| -------------------------------------- | -------------------------------------- | ---------------------------------------------------------- | -------------------------------------- | -------------------------------------- | -------------------------------------- | -------------------------------------- |
| 1.                                     | 30 mai 2007                            | Hasely Crawford Stadium, Port of Spain (Trinité-et-Tobago) | Saint-Vincent-et-les-Grenadines        | 0-1                                    | 0-3                                    | Match amical                           |
| 2.                                     | 30 mai 2007                            | Hasely Crawford Stadium, Port of Spain (Trinité-et-Tobago) | Saint-Vincent-et-les-Grenadines        | 0-2                                    | 0-3                                    | Match amical                           |
| 3.                                     | 17 octobre 2007                        | Stade Ricardo Saprissa, San José (Costa Rica)              | Costa Rica                             | 1-1                                    | 1-1                                    | Match amical                           |
| 4.                                     | 18 novembre 2012                       | Grenada National Stadium, Saint George's (Grenade)         | Grenade                                | 0-1                                    | 0-2                                    | Qualif. coupe caribéenne 2012          |
| 5.                                     | 8 octobre 2014                         | Stade Sylvio-Cator, Port-au-Prince (Haïti)                 | Guyane                                 | 2-1                                    | 2-2                                    | Qualif. Coupe caribéenne 2014          |
| 6.                                     | 10 octobre 2014                        | Stade Sylvio-Cator, Port-au-Prince (Haïti)                 | Barbade                                | 4-2                                    | 4-2                                    | Qualif. Coupe caribéenne 2014          |
| 7.                                     | 12 novembre 2014                       | Catherine Hall Stadium, Montego Bay (Jamaïque)             | Antigua-et-Barbuda                     | 1-0                                    | 2-2                                    | Coupe caribéenne 2014                  |

## Palmarès
- Champion d'Haïti en 2005-2006 (clôture) et 2005-2006 (Digicel) avec l'Aigle Noir.
- Vainqueur de la Coupe de Roumanie en 2013 avec le FC Petrolul Ploiești.
- Vainqueur de la Coupe de la Ligue en 2015 avec le Steaua Bucarest.